# Ginecomastia
Ginecomastia é um variação hormonal caracterizado pelo aumento involuntário das glândulas mamárias em indivíduos do sexo masculino. Pode ser um sinal de variação intersexo, como a síndrome de Klinefelter, ou causado pelo uso de medicamentos hormonais, como corticosteroides e anabolizantes. A maioria dos casos (60 a 90%) regride em até dois anos mesmo sem tratamento.

## Causas
Ginecomastia é causada por um desequilíbrio entre os hormônios androgênicos e estrogênicos. É considerada normal durante a infância e começo da adolescência, por aumento da atividade estrogênica em etapas de crescimento acelerado. O aumento de peso aumenta as chances de ginecomastia porque o tecido adiposo produz estrona, um hormônio estrogênico. Também é comum em pessoas idosas obesas que sofrem declínio da produção de testosterona (andropausa). 
Cerca de 10 a 25% dos casos são causados por uso de medicação hormonal.

## Diagnóstico
Para diagnosticar a ginecomastia, é necessário realizar anamnese e exame físico realizado por um médico. No exame físico, é importante avaliar o tecido mamário com a palpação para distinguir principalmente um câncer de mama ou uma pseudoginecomastia (aumento devido exclusivamente ao excesso de tecido adiposo); avaliação do desenvolvimento do pênis; avaliação dos pelos; distribuição dos cabelos.

## Tratamento
A maioria dos casos regride mesmo sem tratamento específico ou apenas com mudança de medicação hormonal. Vários estudos comprovam a eficácia do tamoxifeno (antiestrógeno) para o tratamento medicamentoso da ginecomastia puberal e também a ginecomastia de causa desconhecida, administrado nas dosagens de 10 à 40 mg/dia durante 3 e 6 meses.
O tratamento cirúrgico é uma opção quando a medicação não tem efeitos satisfatórios por 6 meses.

## Exames pré-operatórios
A princípio o exame pré-operatório consiste saber qual a causa real da doença, se foi causada por medicamentos ou alguma patologia.

## Pré-operatório
No dia da operação deve-se estar em jejum, normalmente em casos mais comuns não é necessária a internação; porém, em casos mais severos como a ginecomastia de 3° grau, a internação pré-operatória pode vir a ser necessária.

## O Pós-operatório
O Pós-operatório costuma ser tranquilo, recomenda-se de uma a duas semanas de repouso das atividades diárias

## Galeria

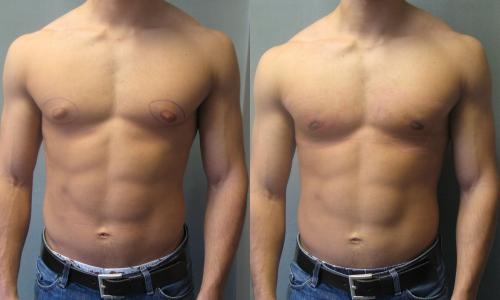
Acumulo glandular no mamilo, antes e depois da cirurgia.
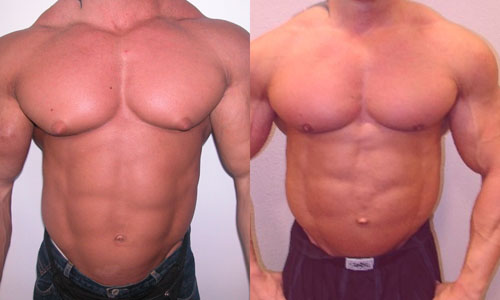
Exemplo em fisiculturista, usuário de anabolizante.
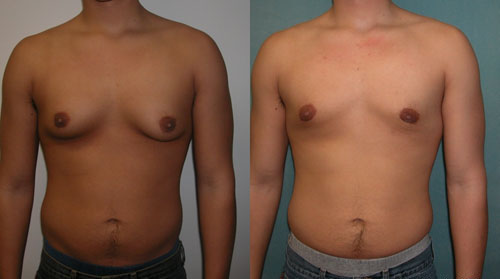
Exemplo em adolescente.